# Королевский тракт (Варшава)

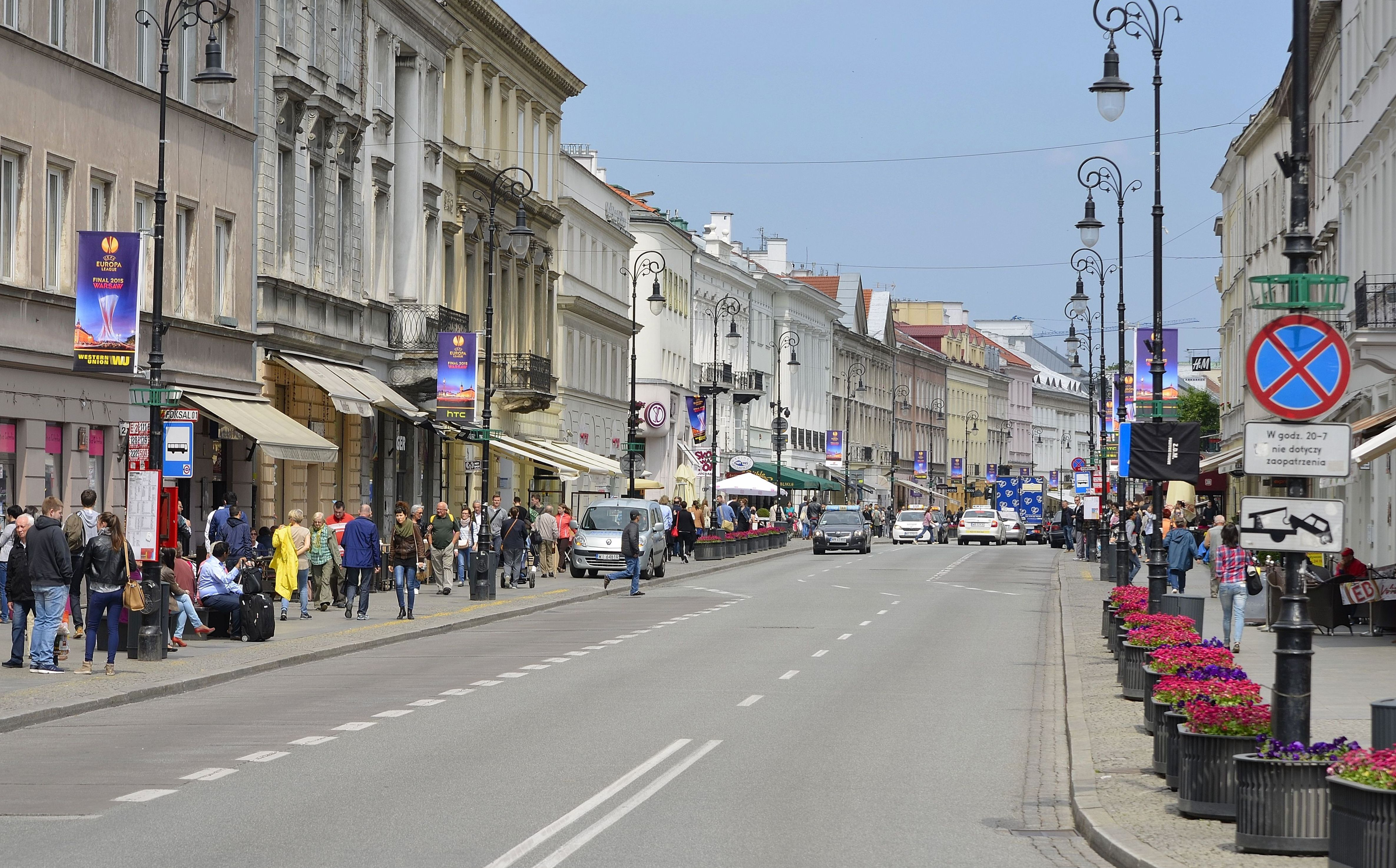
Королевский тракт в Варшаве

Королевский тракт в Варшаве (пол. Trakt Królewski) — историческая дорога из Старого города в южные предместья Варшавы; ныне череда улиц в Варшаве, где находится целый ряд исторических зданий.
Королевский тракт начинается от Замковой площади и проходит на юг по улицам Краковское предместье, Новый Свят, Уяздовская аллея, Бельведерская, Собеского и заканчивается в районе Вилянув у резиденции короля Яна III Собеского.

В 1994 году Королевский тракт в Варшаве, вместе с историческим центром и Вилянувским дворцом, был объявлен памятником истории.